# Рожанковський Теодор Лонгинович
д-р Теодóр Лонгинович Рожанкóвський (14 лютого 1875, м. Сокаль, Львівська область — 12 квітня 1970, Вігокен, Нью-Джерсі, США) — український вчений, суддя, правник, політичний і військовий діяч, перший командант Легіону УСС.

## Життєпис

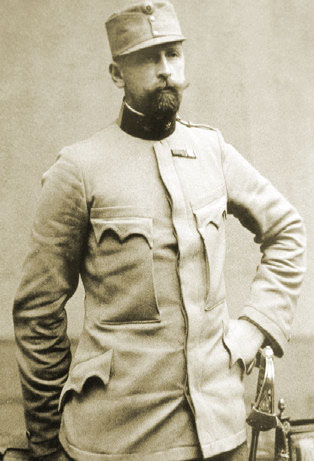
Теодор Рожанковський — командант УСС

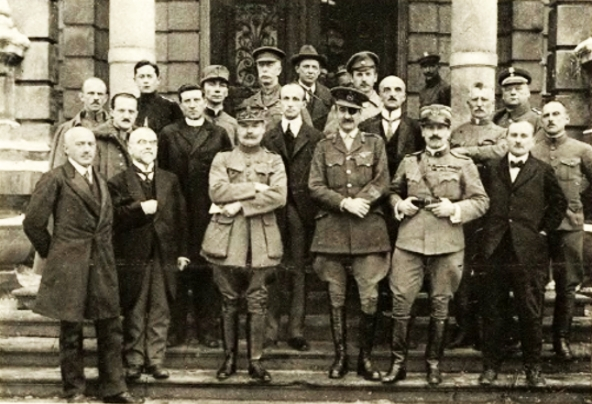
Члени делегацій на перемовинах про припинення вогню. Львів, палац Потоцьких, 26.02.1919 рік. Перший ряд (зліва направо): Володимир Темницький, Володимир Охримович, голова французької місії генерал Жозеф Бартелемі, керівник британської місії генерал-майор Адріан Картон де Віарт, італійський майор Джузепе Стабіле, Степан Витвицький; Другий ряд: Альфонс Ерле, отець Франц Ксаверій Бонн, Роберт Говард Лорд (США), Осип Бурачинський, Костянтин Слюсарчук, Теодор Рожанківський; Третій ряд: стоїть третій — отець Антін Калята, четвертий — британський полковник Смайс, шостий — Вільгельм Фідлєр

Народився 14 лютого 1875 у місті Сокалі на Львівщині. Батько — д-р Лонгин Рожанковський, мати — Осипа (1841—1929, донька о. Осипа Шухевича).
Закінчив Львівський університет.
До 1914 р. працював суддею в місті Турка, був організатором народного життя Турківщини, її посол до Галицького сейму (9-го скликання, з 1913 р., від 20 округу IV курії, обраний по смерти попередника — доктора Йосифа Ганчаковського, входив до складу «Українсько-руського соймового клубу») від Української Національної Демократичної Партії. У Галицькому сеймі 10-го скликання входив до складу «Українського соймового клубу».
Був членом Бойової Управи і першим комендантом Легіону УСС (у серпні 1914 р.).
Виступив проти рішення командування австрійської армії перекинути невишколених стрільців проти наступу російських військ, за що був усунений від командування Легіоном.
Від жовтня 1914 до листопада 1918 комендант і заступник коменданта Коша УСС.
Згодом отаман Української Галицької Армії і комендант Військової Округи Станиславів (1918-1919), член Української Національної Ради ЗУНР, військовий аташе місії УНР у Празі (1919-1920).
За Польщі — адвокат у Львові.
Помер у Вігокені (Нью-Джерсі, США). Похований на Цвинтарі святого Андрія (Саут-Баунд-Брук).

### Сім'я
Дружина — Ірина Софія Шухевич (1881—1934), донька вченого Володимира Шухевича. Оскільки наречені були родичами, то довелось отримати дозвіл на шлюб Святішого Престолу в Римі.